# Paléo-Sibériens
On appelle Paléo-Sibériens les différents peuples du nord-est de la Sibérie que l'on pense être les descendants des premiers habitants de la région, tels que les Tchouktches, les Koriaks, les Itelmènes ou Kamtchadales, les Nivkhes ou Gilyak, les Youkaguirs et les Kètes.